# Kadenia dubia
Kadenia es un género monotípico de plantas herbáceas perteneciente a la familia de las apiáceas.  Su única especie Kadenia dubia, se encuentra en Eurasia.

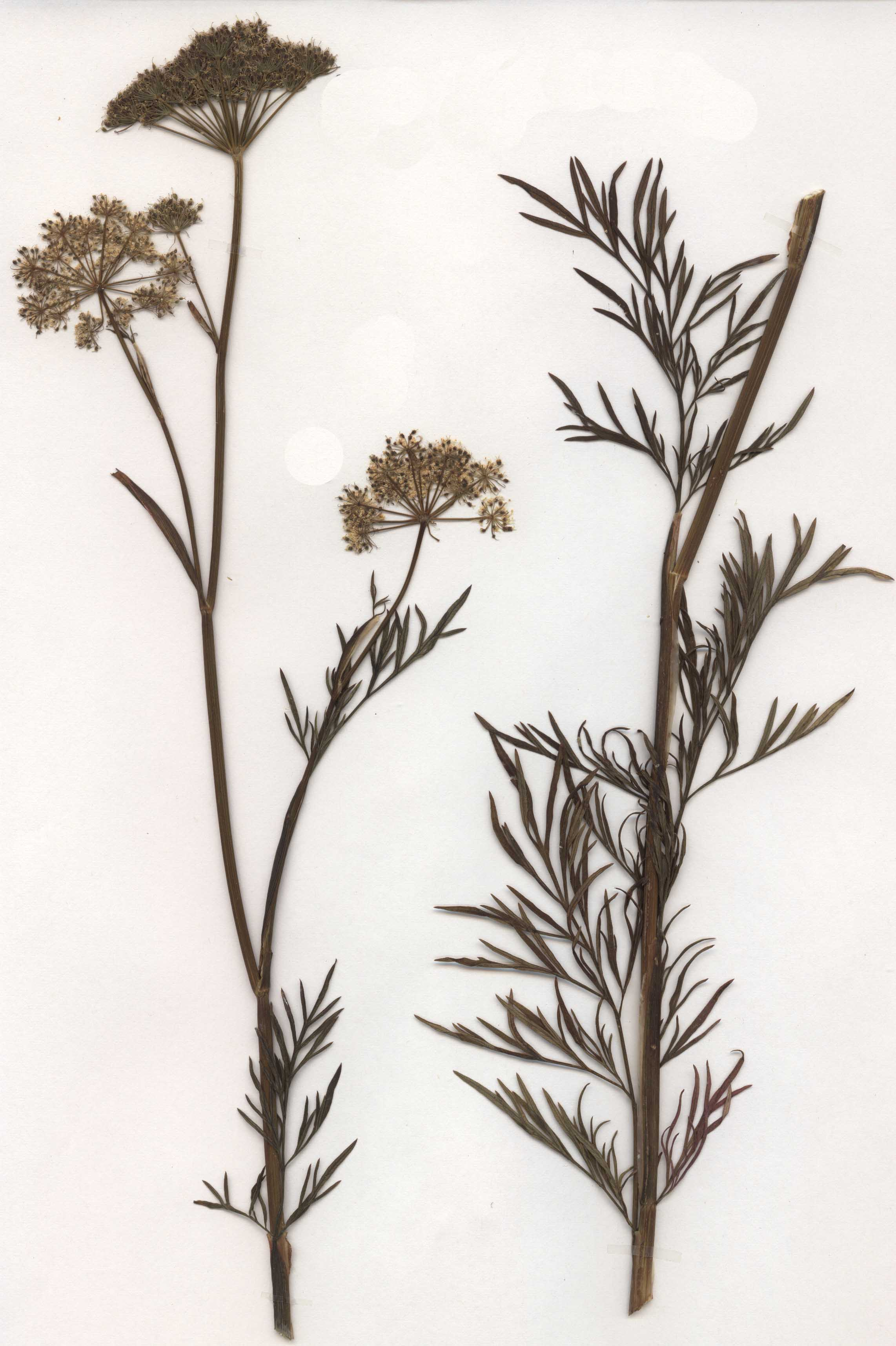
Detalle de la planta

## Descripción
La especie es una planta herbácea delgada de hasta 70 cm de altura. Es completamente glabra, sin ramificar (ramificada a poco). Las hojas miden de dos a tres veces y  1-2 mm de ancho. La umbela tiene pocas o ninguna brácteas. Las flores son de color blanco. El fruto es casi esférico  en forma de huevo, y de 2 a 2,5 mm de largo. El fruto parcial tiene 5 costillas claramente destacadas.

## Distribución
Crece en lugares húmedos a veces inundados, calcáreos,  ácidos, pero la base rica en básicos. 
El cnidium ordinario ocurre en Europa oriental y Asia occidental (Siberia occidental). El límite occidental se extiende en la costa este del sur de Suecia a Alemania y Austria. Es un Florenelement continental.

## Taxonomía
Kadenia dubia fue descrita por (Schkuhr) Lavrova & V.N.Tikhom. y publicado en Byull. Moskovsk. Obshch. Isp. Prir., Otd. Biol. 91(2): 93 (1986)
Sinonimia
- Aethusa venosa Jess.
- Cnidium dubium (Schkuhr) Schmeil & Fitschen
- Cnidium sylvestre Grande
- Cnidium venosum (Hoffm.) W.D.J.Koch
- Selinum venosum Prantl[2]